# اندیس آنومالی دره پیرکرند
آنومالی دره پیرکرند یک اندیس فلزی است که در حوالی شهر بهشهر استان مازندران قرار دارد و مادهٔ معدنی موجود در آن، طلا است.سنگ میزبان این اندیس شیل، ماسه سنگ، سیلت، مارن، لایه‌های ذغالدار، کنگلومرای کوارتزیتی، سنگ‌های ولکانیکی قلیایی، شیست، کوارتز و متادیاباز است  در این اندیس، پاراژنز‌های طلا، باریت، بلند، ارسنوپیریت یافت می‌شوند.